# Otohime Iwa
Otohime Iwa (von japanisch 乙姫岩 ‚Otohime-Felsen‘) ist ein 137,5 m hoher und felsiger Hügel an der Kronprinz-Olav-Küste des ostantarktischen Königin-Maud-Lands. Er ragt in der Umgebung des Kap Ryūgū auf.
Japanische Kartographen kartierten ihn anhand von Luftaufnahmen aus dem Jahr 1962 und mittels von 1977 bis 1978 erhobenen Vermessungsdaten. Sie benannten ihn 1979 nach einer Prinzessin aus der japanischen Mythologie.